# Picromerita
La picromerita és un mineral de la classe dels sulfats que pertany i dona nom al grup de la picromerita. El seu nom prové dels termes grecs per "amarg" i "part" en al·lusió a la presència de magnesi en la seva composició que li dona un gust amarg i es va aplicar originalment al material cristal·litzat a partir d'una solució aquosa de sals mixtes de fumaroles del Vesuvi.

## Característiques
La picromerita és un sulfat de fórmula química K₂Mg(SO₄)₂(H₂O)₆. Cristal·litza en el sistema monoclínic. Els cristalls són equants, de fins a 5 cm, mostrant {001}, {010}, {100}, {110}, {011}, {201}, {111} i diverses altres formes; també pot cristal·litzar incrustant altres sals; o de forma massiva. La seva duresa a l'escala de Mohs és 2,5. La picromerita es pot deshidratar en períodes que poden anar de dies a anys, depenent de les condicions, a leonita.
Segons la classificació de Nickel-Strunz, la picromerita pertany a «07.C - Sulfats (selenats, etc.) sense anions addicionals, amb H₂O, amb cations de mida mitjana i grans» juntament amb els següents minerals: krausita, tamarugita, kalinita, mendozita, lonecreekita, alum-(K), alum-(Na), tschermigita, lanmuchangita, voltaïta, zincovoltaïta, pertlikita, amoniomagnesiovoltaïta, kröhnkita, ferrinatrita, goldichita, löweïta, blödita, niquelblödita, changoïta, zincblödita, leonita, mereiterita, boussingaultita, cianocroïta, mohrita, niquelboussingaultita, polihalita, leightonita, amarillita, konyaïta i wattevil·lita.

## Formació i jaciments
La picromerita es forma principalment en dipòsits de sal oceànics, també en sublimats en fumaroles volcàniques i en un dipòsit mineral hidrotermal ric en sulfats. Va ser descoberta al Vesuvi l'any 1855. També ha estat descrita a Alemanya, Àustria, els Estats Units, l'Iran, Itàlia, el Kazakhstan, Polònia, el Regne Unit, la República Txeca, Ucraïna, Xile i la Xina.
Sol trobar-se associada a altres minerals com: halita, anhidrita, caïnita, epsomita (dipòsits de sal oceànics); hohmannita, metavoltina, metasideronatrita (Chuquicamata, Xile).